# 몽뷕스통구

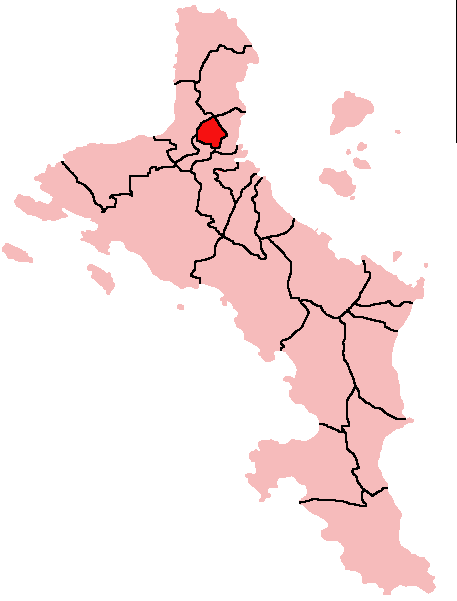
몽뷕스통구의 위치

몽뷕스통구(프랑스어: Mont Buxton)는 세이셸을 구성하는 25개 구 가운데 하나로 마에섬에 위치한다. 면적은 1.2km2, 인구는 3,107명(2002년 기준)이다.